# مسجد زیرک‌آباد
مسجد زیرک‌آباد مربوط به دوره افشار - دوره زند است و در شهرستان بردسکن، بخش شهرآباد، روستای زیرک‌آباد واقع شده و این اثر در تاریخ ۲۷ بهمن ۱۳۸۲ با شمارهٔ ثبت ۱۰۹۰۹ به‌عنوان یکی از آثار ملی ایران به ثبت رسیده است.

## نگارخانه

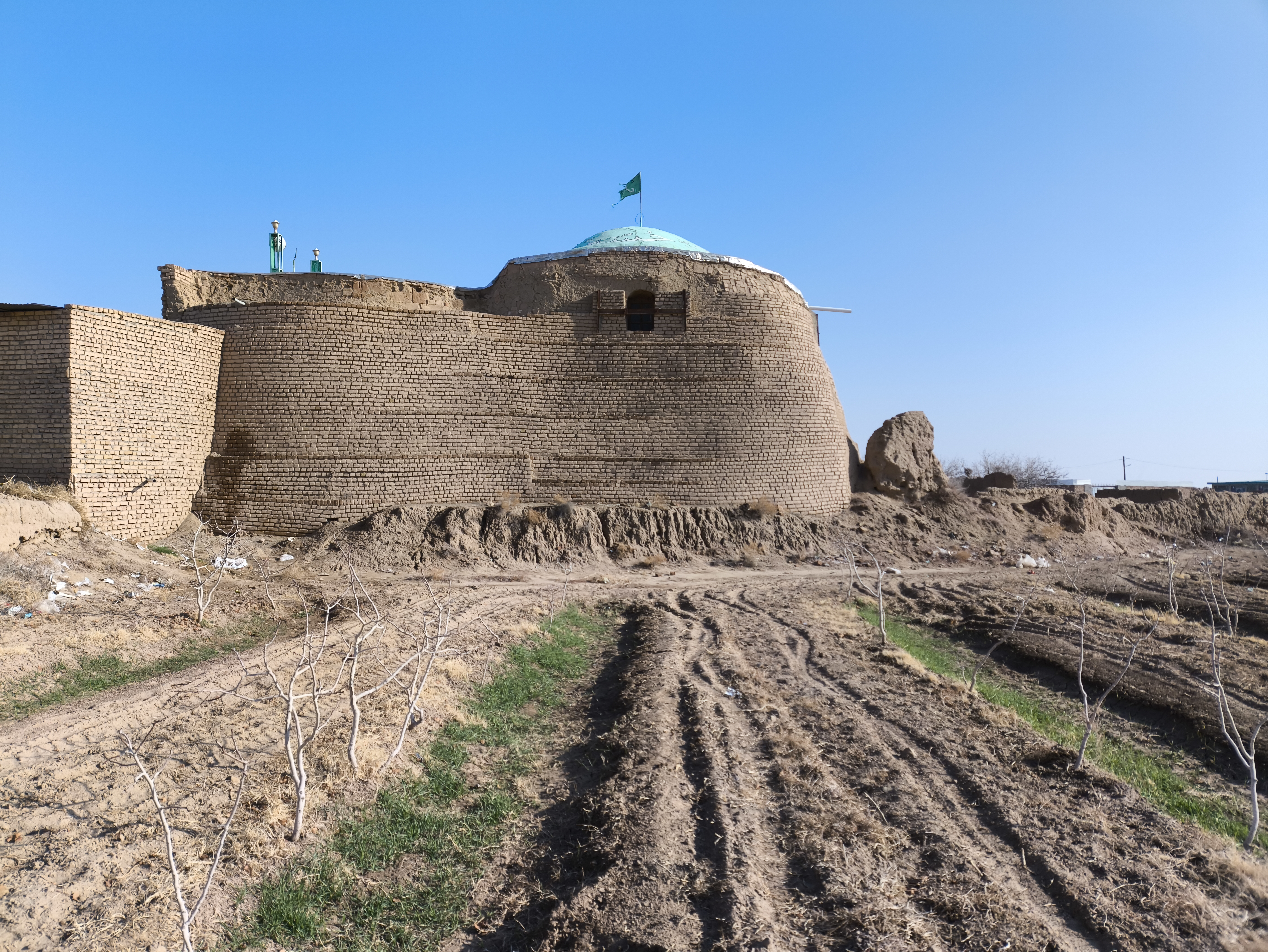
نمایی از مسجد زیرک‌آباد
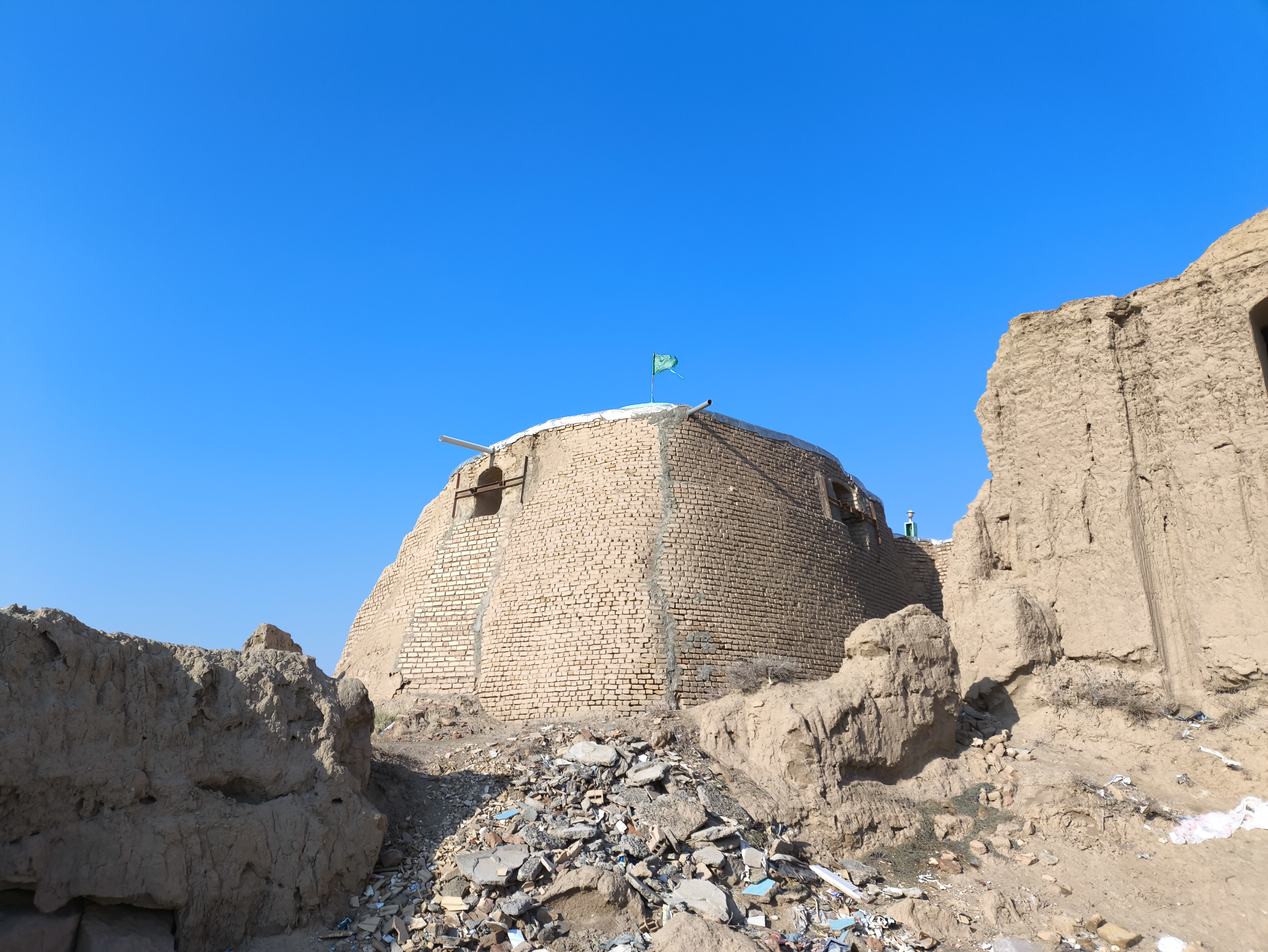
نمایی از مسجد زیرک‌آباد
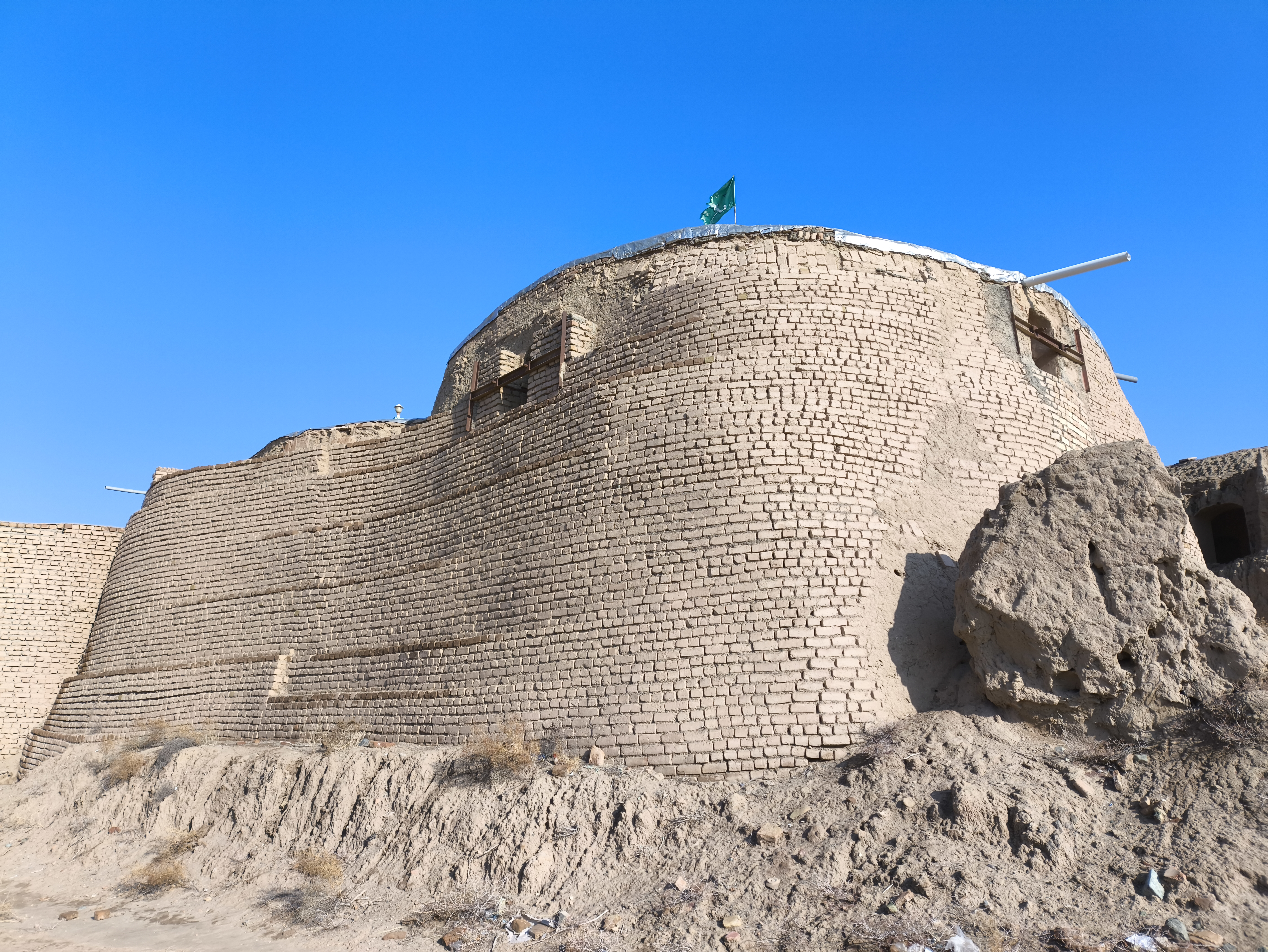
نمایی از مسجد زیرک‌آباد
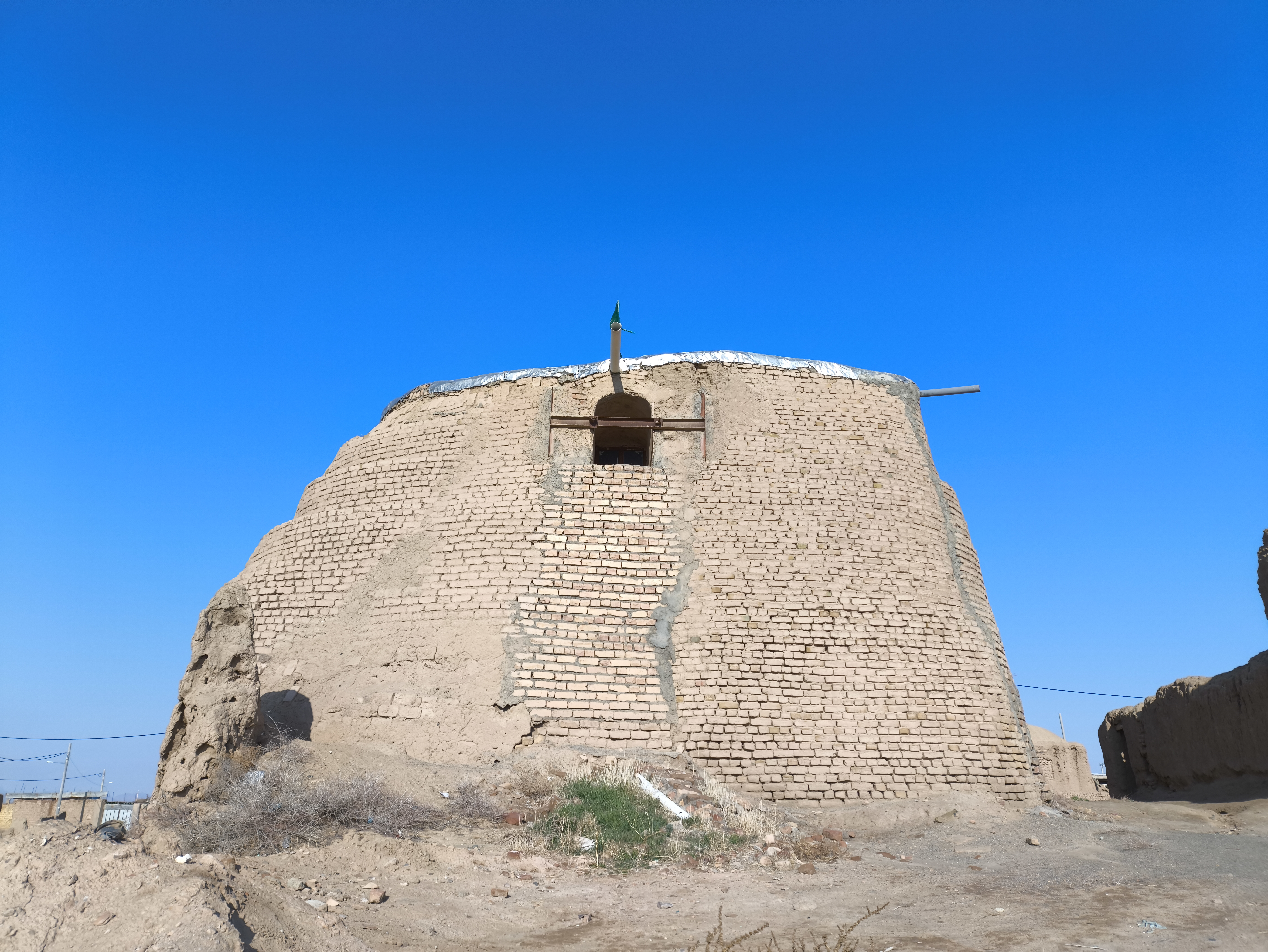
نمایی از مسجد زیرک‌آباد
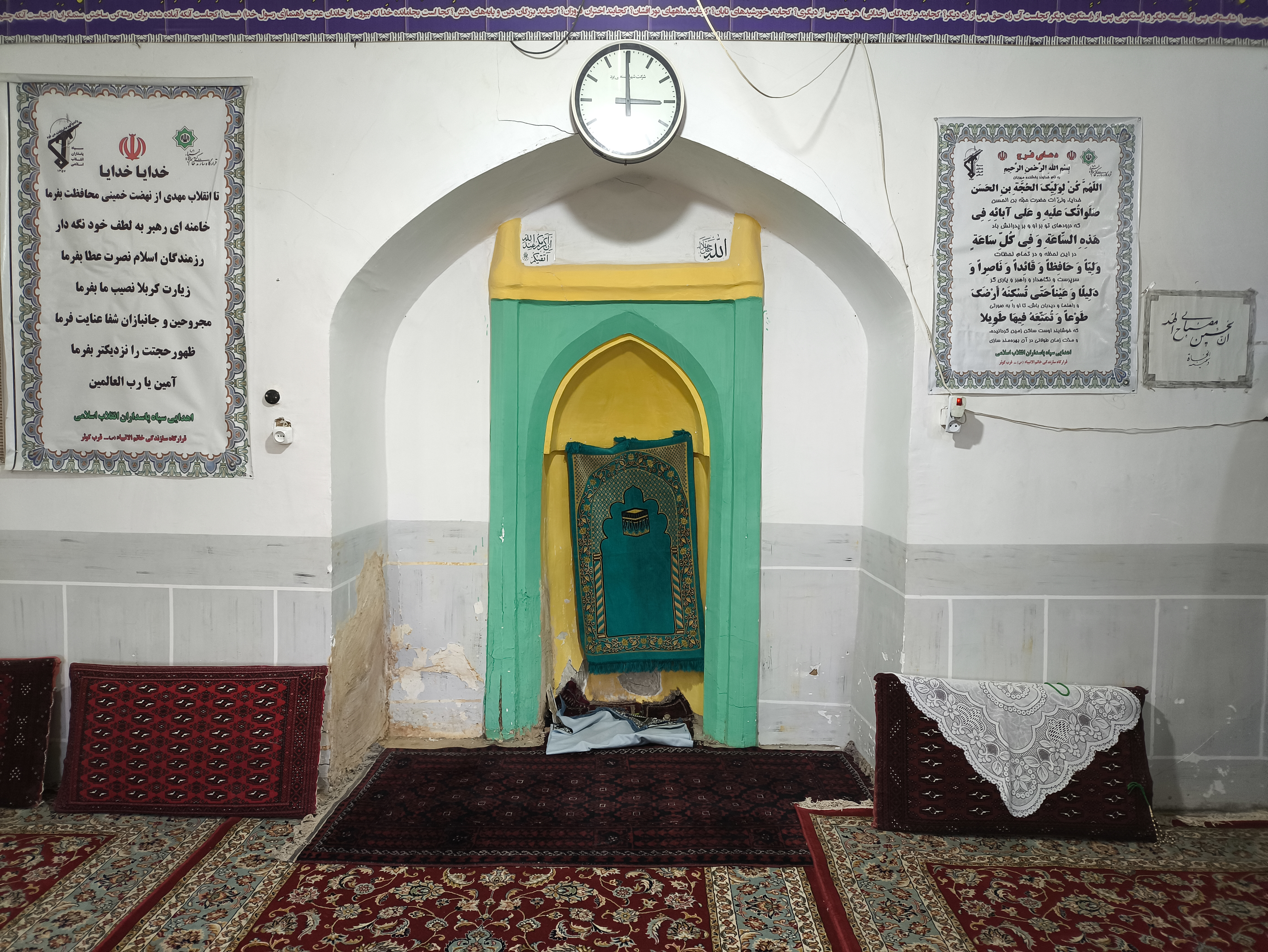
نمایی از مسجد زیرک‌آباد
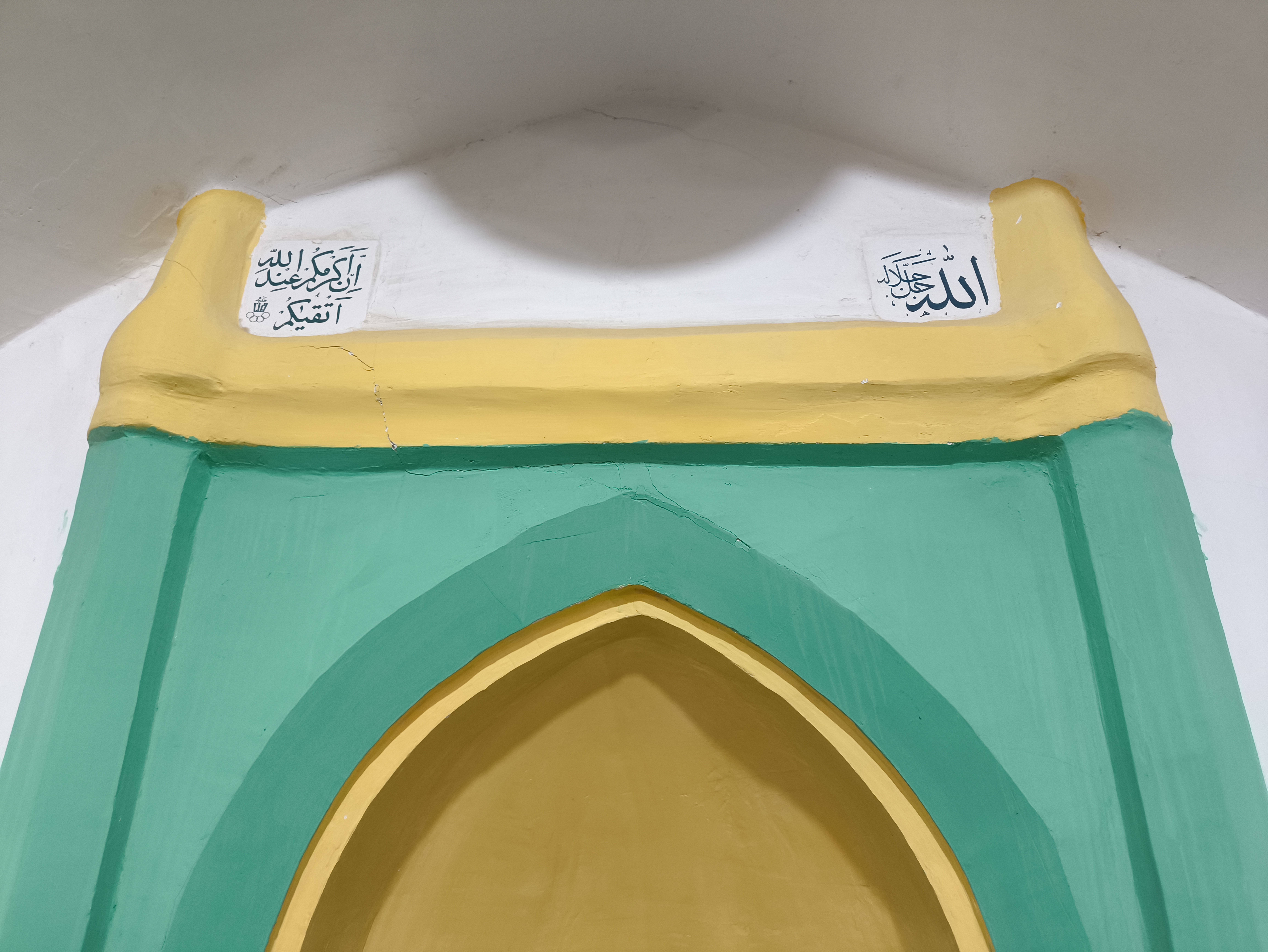
نمایی از مسجد زیرک‌آباد
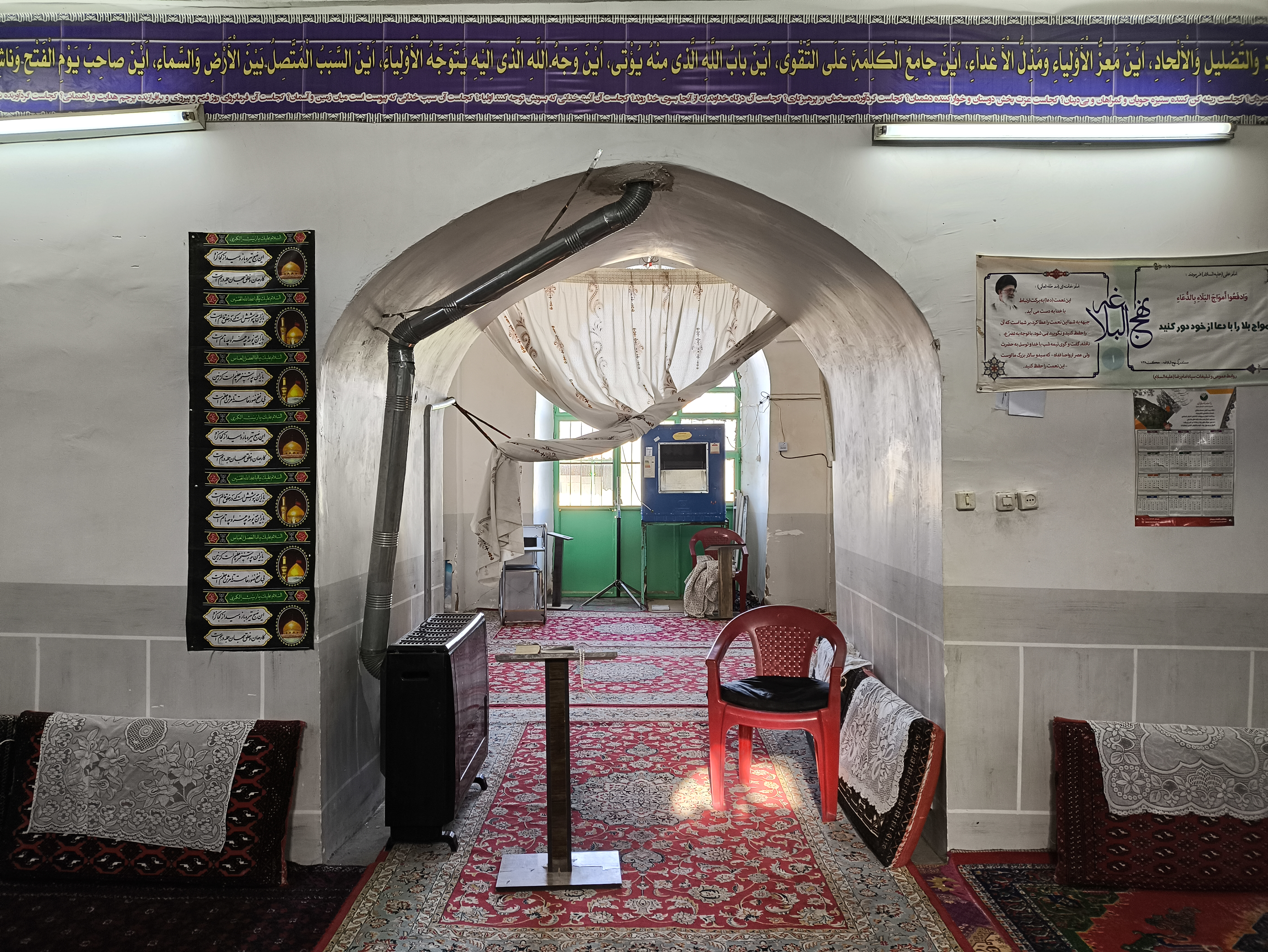
نمایی از مسجد زیرک‌آباد
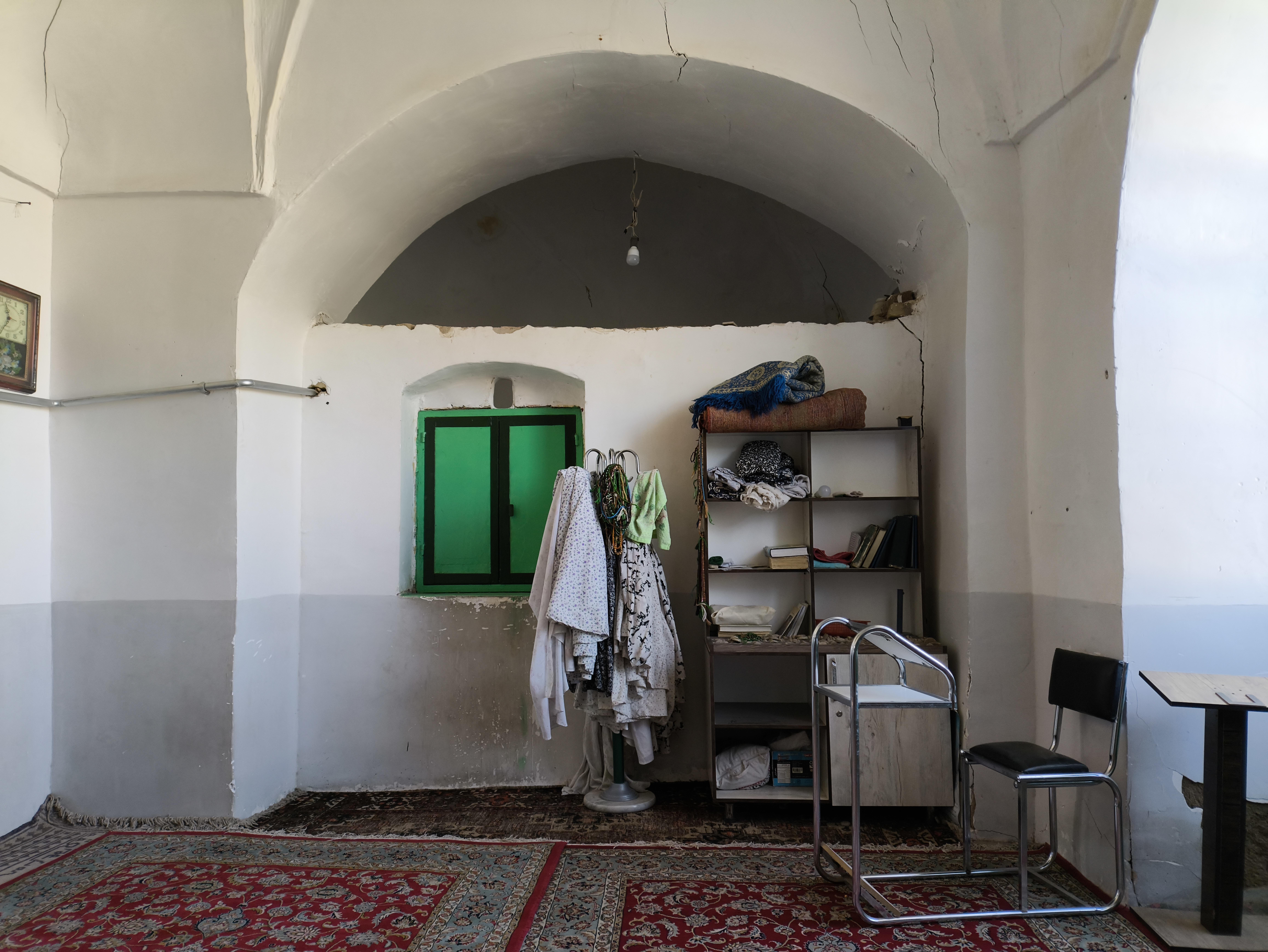
نمایی از مسجد زیرک‌آباد